# Antonella Palmisano
Antonella Palmisano (Mottola, 6 agosto 1991) è una marciatrice italiana, campionessa olimpica della 20 km a Tokyo 2020, campionessa europea a Roma 2024 e medaglia di bronzo mondiale a Londra 2017 e a Budapest 2023.
Ha vinto diciannove titoli italiani, di cui sei assoluti e tredici giovanili (titolata in tutte le categorie); detiene tre record italiani giovanili (due juniores e uno allieve).
In rassegne internazionali juniores ha vinto la Coppa del mondo di marcia di Chihuahua in Messico nel 2010 (bronzo nella classifica a squadre), l'argento agli Europei di Novi Sad in Serbia nel 2009 e lo stesso anno il bronzo nella Coppa Europa di marcia in Francia a Metz.
Due le medaglie vinte agli Europei under 23, con l'argento nel 2011 a Ostrava (Repubblica Ceca) e il bronzo a Tampere (Finlandia) nel 2013. Vanta anche un quarto posto nella 20 km alle Olimpiadi di Rio il 19 agosto 2016. Ottiene un bronzo nella 20 km di marcia ai mondiali di Londra 2017, dopo una clamorosa gara passata tra le prime posizioni; crollata al 4º posto a nemmeno un chilometro dall'arrivo, beneficia della squalifica della cinese Lü Xiuzhi, che le consente di ottenere la prima medaglia in un campionato del mondo grazie al 3º posto finale. Il 20 agosto 2023 ottiene la sua seconda medaglia in un campionato del mondo grazie al 3º posto finale.

## Biografia

### Gli inizi
È figlia primogenita di Carmine, rappresentante di tessuti che praticava motocross, e di Maria, sarta che si è dedicata per alcuni anni alla pallavolo a livello dilettantistico. Michele, suo fratello minore (classe 1994), è anch'egli atleta dell'Atletica Don Milani.
Nel 2010 si diploma in Grafica pubblicitaria all'Istituto professionale per i servizi sociali di Mottola.
Tra il 2007 ed il 2010 conquista molti titoli a livello nazionale nella categoria allieve, sia indoor sia outdoor, ed il 12 marzo 2010 entra a far parte del Gruppo Sportivo Fiamme Gialle, arruolata come Allieva Finanziere.

### 2011-2013: doppio bronzo europeo under 23 ed esordio ai Mondiali
Nel 2011 passa nella categoria promesse, diventando vicecampionessa italiana di categoria entrambe le volte dietro Eleonora Anna Giorgi sia indoor (marcia 3000 m) sia outdoor (marcia 5000 m), vincendo la medaglia di bronzo agli Europei under 23 in Repubblica Ceca a Ostrava e terminando al 30º posto nella Coppa Europa di marcia a Olhão nel 2011.
Dal 2012 si è trasferita a Roma sotto la guida del tecnico delle Fiamme Gialle Patrizio Parcesepe con cui si toglie molte soddisfazioni riprendendosi da un periodo difficile: nel 2013 fa doppietta di titoli italiani (categoria promesse e assoluti indoor) nella marcia 3 km, oltre ai campionati italiani promesse sui 10000 m di marcia e il bronzo agli Europei under 23, mentre non termina la gara nella Coppa Europa di marcia a Dudince.
Strappa inoltre la qualificazione per i Mondiali a Mosca, dove si classifica tredicesima centrando il personale di 1:30'50.

### 2014-2017: quarto posto alle Olimpiadi di Rio, terza ai Mondiali di Londra
Nel 2014 si laurea campionessa italiana di marcia sia nei 20 km a marzo sia nei 10 km. Nello stesso anno ha partecipato anche agli Europei di Zurigo, terminando al 7º posto nella 20 km. Ai Mondiali di Pechino è giunta quinta nei 20 km di marcia su strada (unica italiana che ha terminato la gara, dopo le squalifiche comminate a Elisa Rigaudo ed Eleonora Anna Giorgi).
Nel 2016 partecipa alle Olimpiadi di Rio de Janeiro: alla sua prima rassegna olimpica in carriera sfiora la medaglia, classificandosi quarta nella 20 km di marcia. Il risultato, pur lasciandola ai piedi del podio, consacra Palmisano fra le marciatrici più forti del mondo, come confermerà poi il terzo posto e la conseguente medaglia di bronzo nella 20 km di marcia ai Mondiali di atletica 2017 a Londra.
Negli stessi anni si conferma più volte campionessa italiana di marcia agli assoluti, sia indoor sia outdoor.

### 2018-2022: bronzo europeo e oro olimpico a Tokyo 2020
Nel 2018 partecipa agli europei di Berlino, dove conquista un'altra medaglia di bronzo dopo quella mondiale dell'anno precedente a Londra. Ai successivi mondiali di Doha, complici anche vari problemi fisici, fatica ad imporsi e chiude solamente al tredicesimo posto.
Il 6 agosto 2021, giorno del suo trentesimo compleanno, si laurea campionessa olimpica della 20 km di marcia alle Olimpiadi di Tokyo 2020. La vittoria, assieme ad altri successi ottenuti principalmente in ambito sportivo da rappresentanti dell'Italia, venne ricompresa dalla stampa nazionale ed internazionale nella locuzione «estate d'oro dell'Italia».
Nel 2022 è di nuovo tormentata dai problemi fisici, che le impediscono di partecipare sia ai mondiali di Eugene sia agli europei di Monaco di Baviera.

### 2023-2024: Coppa Europa, bronzo mondiale, oro europeo
Tornata a gareggiare dopo più di un anno, il 21 maggio 2023 conquista il secondo posto individuale a Podebrady, in Repubblica Ceca, contribuendo al successo dell'Italia nella Coppa Europa di marcia. Il 20 agosto 2023 ottiene la medaglia di bronzo nella 20 km di marcia ai mondiali di Budapest.
Nel 2024, agli europei casalinghi di Roma, vince la medaglia d'oro nella 20 km di marcia, davanti alla connazionale Valentina Trapletti.

## Curiosità
- Ha vinto 8 medaglie internazionali in 5 competizioni diverse e 18 titoli italiani, tutti di marcia, in 6 specialità diverse.
- In carriera ha centrato per 4 volte (2008, 2009, 2010, 2013) la tripletta di titoli italiani nello stesso anno e 2 volte (2007, 2014) ha fatto doppietta.
- Ha completato il trittico di titoli italiani assoluti di marcia (3000 m indoor, 10 e 20 km su strada) nell'arco di appena 2 anni di distanza il primo dal terzo (primato assoluto).
- Insieme ad Annarita Sidoti è la più giovane (entrambe ventunenne, Sidoti nel 1991 e Palmisano nel 2013) atleta italiana titolata agli assoluti indoor nella marcia sui 3000 m.
- Ha diverse cose in comune con un'altra marciatrice italiana, Anna Clemente: sono pugliesi nate in provincia di Taranto il 6 del mese; hanno un fratello tre anni più piccolo; hanno iniziato la loro carriera nell'Atletica Don Milani e ora gareggiano per le Fiamme Gialle; sono state scoperte da Tommaso Gentile; hanno vinto almeno 15 titoli italiani; detengono almeno 3 record italiani giovanili; sono titolate nei campionati italiani in tutte le categorie giovanili; hanno vinto il loro primo titolo italiano giovanile al secondo anno da cadette; hanno condiviso il bronzo della classifica a squadre nella Coppa del mondo di marcia in Messico a Chihuahua nel 2010.
- Ha vinto l'oro olimpico a Tokyo 2020 nel giorno del suo trentesimo compleanno (6 agosto 2021).

## Record nazionali
Juniores
- Marcia 20 km su strada: 1h36'21" ( Montalto di Castro, 24 gennaio 2010)[18]
- Marcia 1 ora: 12.240 m ( Matera, 30 ottobre 2010)[18]

Allieve
- Marcia 10000 m: 46'22"72 ( Bydgoszcz, 9 luglio 2008)[18]

## Progressione

### Marcia 3000 m indoor
| Stagione | Tempo    | Luogo  | Data      | Rank. Mond. |
| -------- | -------- | ------ | --------- | ----------- |
| 2019     | 12'23"15 | Ancona | 16-2-2019 |             |
| 2018     | 11'55"30 | Ancona | 17-2-2018 | 1º          |
| 2017     | 12'08"83 | Ancona | 18-2-2017 |             |
| 2015     | 12'05"68 | Padova | 21-2-2015 |             |
| 2013     | 12'53"63 | Ancona | 16-2-2013 |             |
| 2010     | 13'07"91 | Ancona | 6-3-2010  |             |
| 2009     | 13'33"27 | Metz   | 28-2-2009 |             |
| 2008     | 13'49"64 | Halle  | 1-3-2008  |             |
| 2007     | 15'48"30 | Napoli | 4-2-2007  |             |

### Marcia 10 km
| Stagione | Tempo  | Luogo       | Data       | Rank. Mond. |
| -------- | ------ | ----------- | ---------- | ----------- |
| 2023     | 45'05" | Madrid      | 30-4-2023  |             |
| 2020     | 41'28" | Modena      | 30-8-2014  |             |
| 2018     | 45'15" | Pescara     | 7-9-2018   |             |
| 2017     | 43'27" | Mudu        | 25-9-2017  |             |
| 2014     | 42'50" | Voronovo    | 30-8-2014  | 3º          |
| 2013     | 45'10" | Voronovo    | 14-9-2013  | 14º         |
| 2012     | 46'14" | Grottammare | 28-10-2012 | 29º         |
| 2011     | 46'37" | Roma        | 15-10-2011 | 35º         |
| 2010     | 45'49" | Poděbrady   | 10-4-2010  | 24º         |
| 2009     | 46'48" | Metz        | 24-5-2009  | 49º         |
| 2008     | 48'23" | Piacenza    | 12-10-2008 | 79º         |
| 2007     | 48'51" | Chieti      | 24-6-2007  | 111º        |

### Marcia 20 km
| Stagione | Tempo    | Luogo              | Data       | Rank. Mond. |
| -------- | -------- | ------------------ | ---------- | ----------- |
| 2024     | 1'27'27" | Podebrady          | 6-4-2024   |             |
| 2023     | 1'27'26" | Budapest           | 20-8-2023  |             |
| 2021     | 1'27'42" | Poděbrady          | 16-5-2021  |             |
| 2020     | 1'28'40" | Poděbrady          | 10-10-2020 |             |
| 2019     | 1'37'36" | Doha               | 29-9-2019  |             |
| 2018     | 1'27'30" | Berlino            | 11-8-2018  |             |
| 2017     | 1'26'36" | Londra             | 13-8-2017  |             |
| 2016     | 1'29'03" | Rio de Janeiro     | 19-8-2016  |             |
| 2015     | 1'28'40" | Dudince            | 21-3-2015  |             |
| 2014     | 1'27'51" | Taicang            | 3-5-2014   |             |
| 2013     | 1'30'50" | Mosca              | 13-8-2013  |             |
| 2012     | 1'34'27" | Poděbrady          | 21-4-2012  |             |
| 2011     | 1'34'31" | Villa di Serio     | 23-10-2011 |             |
| 2010     | 1'36'21" | Montalto di Castro | 24-1-2010  |             |
| 2009     | 1'38'46" | Borgo Valsugana    | 20-9-2009  |             |

## Palmarès
| Anno | Manifestazione  | Sede           | Evento          | Risultato | Prestazione | Note                                     |
| ---- | --------------- | -------------- | --------------- | --------- | ----------- | ---------------------------------------- |
| 2007 | Mondiali U18    | Ostrava        | Marcia 5000 m   | 5ª        | 22'58"52    | [ 19 ]                                   |
| 2008 | Mondiali U20    | Bydgoszcz      | Marcia 10000 m  | 9ª        | 46'22"72    | [ 20 ]                                   |
| 2009 | Europei U20     | Novi Sad       | Marcia 10000 m  | Argento   | 46'59"47    | [ 21 ]                                   |
| 2010 | Mondiali U20    | Moncton        | Marcia 10000 m  | 5ª        | 46'08"57    | [ 22 ]                                   |
| 2011 | Europei U23     | Ostrava        | Marcia 20 km    | Argento   | 1h36'26"    | [ 23 ]                                   |
| 2013 | Europei U23     | Tampere        | Marcia 20 km    | Argento   | 1h30'59"    | [ 24 ]                                   |
| 2013 | Mondiali        | Mosca          | Marcia 20 km    | 11ª       | 1h30'50"    | [ 25 ]                                   |
| 2014 | Europei         | Zurigo         | Marcia 20 km    | 7ª        | 1h28'43"    | [ 26 ]                                   |
| 2015 | Mondiali        | Pechino        | Marcia 20 km    | 5ª        | 1h29'34"    | [ 27 ]                                   |
| 2016 | Giochi olimpici | Rio de Janeiro | Marcia 20 km    | 4ª        | 1h29'03"    |                                          |
| 2017 | Mondiali        | Londra         | Marcia 20 km    | Bronzo    | 1h26'36"    | Miglior prestazione personale            |
| 2018 | Europei         | Berlino        | Marcia 20 km    | Bronzo    | 1h27'30"    | Miglior prestazione personale stagionale |
| 2019 | Mondiali        | Doha           | Marcia 20 km    | 13ª       | 1h37'36"    | Miglior prestazione personale stagionale |
| 2021 | Giochi olimpici | Tokyo          | Marcia 20 km    | Oro       | 1h29'12"    |                                          |
| 2023 | Mondiali        | Budapest       | Marcia 20 km    | Bronzo    | 1h27'26"    | Miglior prestazione personale stagionale |
| 2024 | Europei         | Roma           | Marcia 20 km    | Oro       | 1h28'08"    | Miglior prestazione personale stagionale |
| 2024 | Giochi olimpici | Parigi         | Marcia 20 km    | dnf       | dnf         |                                          |
| 2024 | Giochi olimpici | Parigi         | Staffetta mista | 6ª        | 2h53'52"    |                                          |

## Campionati nazionali
- 1 volta campionessa assoluta di marcia su strada 20 km (2014)
- 1 volta campionessa assoluta di marcia su strada 10 km (2014)
- 3 volte campionessa assoluta di marcia 3000 m (2013, 2015, 2017)
- 1 volta campionessa promesse di marcia 10000 m (2013)
- 1 volta campionessa promesse indoor di marcia 3000 m (2013)
- 2 volte campionessa juniores di marcia su strada 20 km (2009, 2010)
- 2 volte campionessa juniores di marcia 5000 m (2009, 2010)
- 2 volte campionessa juniores indoor di marcia 3000 m (2009, 2010)
- 1 volta campionessa allieve di marcia su strada 10 km (2008)
- 2 volte campionessa allieve di marcia 5000 m (2007, 2008)
- 1 volta campionessa allieve indoor di marcia 3000 m (2008)
- 1 volta campionessa cadette di marcia 3 km (2006)

2005
- 13ª ai Campionati italiani cadetti e cadette, (Bisceglie), 2000 m - 7'01"42[28][29]

2006
- Oro ai Campionati italiani cadetti e cadette, (Bastia Umbra), marcia 3 km - 14'53"41[30]

2007
- Oro ai Campionati italiani allievi e allieve, (Cesenatico), marcia 5000 m - 24'34"92[31]

2008
- Oro ai Campionati italiani allievi-juniores-promesse indoor, (Ancona), marcia 3000 m - 14'13"87[32]
- Oro ai Campionati italiani allievi e allieve, (Rieti), marcia 5000 m - 23'45"24[33]
- Oro ai Campionati italiani allievi e allieve di marcia su strada 10 km, (Grottammare), marcia 10 km - 49'18"00[34]

2009
- Oro ai Campionati italiani allievi-juniores-promesse indoor, (Ancona), marcia 3000 m - 13'52"03[35]
- Oro ai Campionati italiani juniores e promesse, (Rieti), marcia 5000 m - 22'49"59[36]
- 4ª ai Campionati italiani seniores-promesse-juniores di marcia su strada 20 km, (Borgo Valsugana), marcia 20 km - 1:38'46 (assolute)[37]
- Oro ai Campionati italiani seniores-promesse-juniores di marcia su strada 20 km, (Borgo Valsugana), marcia 20 km - 1:38'46 (juniores)[37]

2010
- Oro ai Campionati italiani allievi-juniores-promesse indoor, (Ancona), marcia 3000 m - 13'12"13[38]
- Oro ai Campionati italiani assoluti seniores-promesse-juniores di marcia su strada 20 km, (Molfetta), marcia 20 km - 1:41'17[39]
- Oro ai Campionati italiani juniores e promesse, (Pescara), marcia 5000 m - 23'15"05[40]

2011
- Argento ai Campionati italiani allievi-juniores-promesse indoor, (Ancona), marcia 3000 m - 13'36"31[41]
- Argento ai Campionati italiani juniores e promesse, (Bressanone), marcia 5000 m - 22'53"81[42]

2013
- Oro ai Campionati italiani assoluti e promesse indoor, (Ancona), marcia 3000 m - 12'53"63 (assolute)[43]
- Oro ai Campionati italiani assoluti e promesse indoor, (Ancona), marcia 3000 m - 12'53"63 (promesse)[44]
- Oro ai Campionati italiani juniores e promesse, (Rieti), marcia 10000 m - 46'34"46[45]

2014
- Oro ai Campionati italiani assoluti, (Rovereto), marcia 10 km - 45'15[46]
- Oro ai Campionati italiani assoluti seniores-promesse-juniores di marcia su strada 20 km, (Locorotondo), marcia 20 km - 1'32'24[47]

2015
- Oro ai Campionati italiani assoluti indoor, (Padova), marcia 3000 m - 12'05"68[48]

2017
- Oro ai Campionati italiani assoluti indoor, (Ancona), marcia 3000 m - 12'08"83[49]

2018
- Oro ai campionati italiani assoluti indoor, (Ancona), marcia 3000 m - 11'55"30

## Altre competizioni internazionali
2008
- Oro nell'Incontro internazionale di marcia con 9 nazioni, ( Poděbrady), Marcia 5 km - 24'17 (allieve)[50]
- Oro nell'Incontro internazionale di marcia con 9 nazioni, ( Poděbrady), Classifica a squadre (allieve)[50]
- 22ª nella Coppa del mondo juniores di marcia,
( Čeboksary), Marcia 10 km su strada - 49'24[20]
- Argento nella Coppa del Mediterraneo ovest juniores, ( Rabat), Marcia 5000 m - 23'22"75[20]

2009
- Oro nell'Incontro internazionale di marcia con 7 nazioni, ( Poděbrady), Marcia 10 km - 48'02” 00[51]
- Oro nell'Incontro internazionale di marcia con 7 nazioni, ( Poděbrady), Classifica a squadre[51]
- Bronzo nella Coppa Europa juniores di marcia,
( Metz, Marcia 10 km su strada - 46'48[21]

2010
- Oro nell'Incontro internazionale di marcia con 9 nazioni, ( Poděbrady), Marcia 10 km - 45'49[52]
- Oro nell'Incontro internazionale di marcia con 9 nazioni, ( Poděbrady), Classifica a squadre[52]
- Oro nella Coppa del mondo juniores di marcia, ( Chihuahua), Marcia 10 km su strada - 47'52[22]
- Bronzo nella Coppa del mondo juniores di marcia, ( Chihuahua), Classifica a squadre - 12 punti[53]

2011
- 5ª nell'Incontro internazionale di marcia con 9 nazioni, ( Poděbrady), Marcia 20 km su strada - 1:35'47[54]
- Argento nell'Incontro internazionale di marcia con 9 nazioni, ( Poděbrady), Classifica a squadre[54]
- 30ª nella Coppa Europa di marcia, ( Olhão), Marcia 20 km su strada - 1:39'00[55]

2012
- 52ª nella Coppa del mondo di marcia, ( Saransk), Marcia 10 km su strada - 48'39[56]
- 5ª nella Coppa del mondo di marcia,  Saransk), Classifica a squadre - 42 punti[57]

2013
- Bronzo nell'Incontro internazionale di marcia con 8 nazioni, ( Poděbrady), Marcia 20 km su strada - 1:32'36[58]
- Argento nell'Incontro internazionale di marcia con 8 nazioni, ( Poděbrady), Classifica a squadre[58]
- In finale nella Coppa Europa di marcia, ( Dudince), Marcia 20 km su strada - RIT[25]

2014
- 9ª nella Coppa del mondo di marcia, ( Taicang), Marcia 20 km su strada - 1:27'51[26]
- 5ª nella Coppa del mondo di marcia, ( Taicang), Classifica a squadre - 70 punti[59]

2015
- Argento nella IAAF World Race Walking Challenge, ( Dudince), Marcia 20 km su strada - 1:28'40[60]

2017
- Oro nella Coppa Europa di marcia, ( Poděbrady), Marcia 20 km su strada - 1:27'57

2023
- Oro nella Coppa Europa di marcia, ( Poděbrady), Marcia 20 km su strada - 1:29'19
- Oro nella Coppa Europa di marcia, ( Poděbrady), Marcia 20 km su strada a squadre - 21 punti